# Jaipur (Staat)

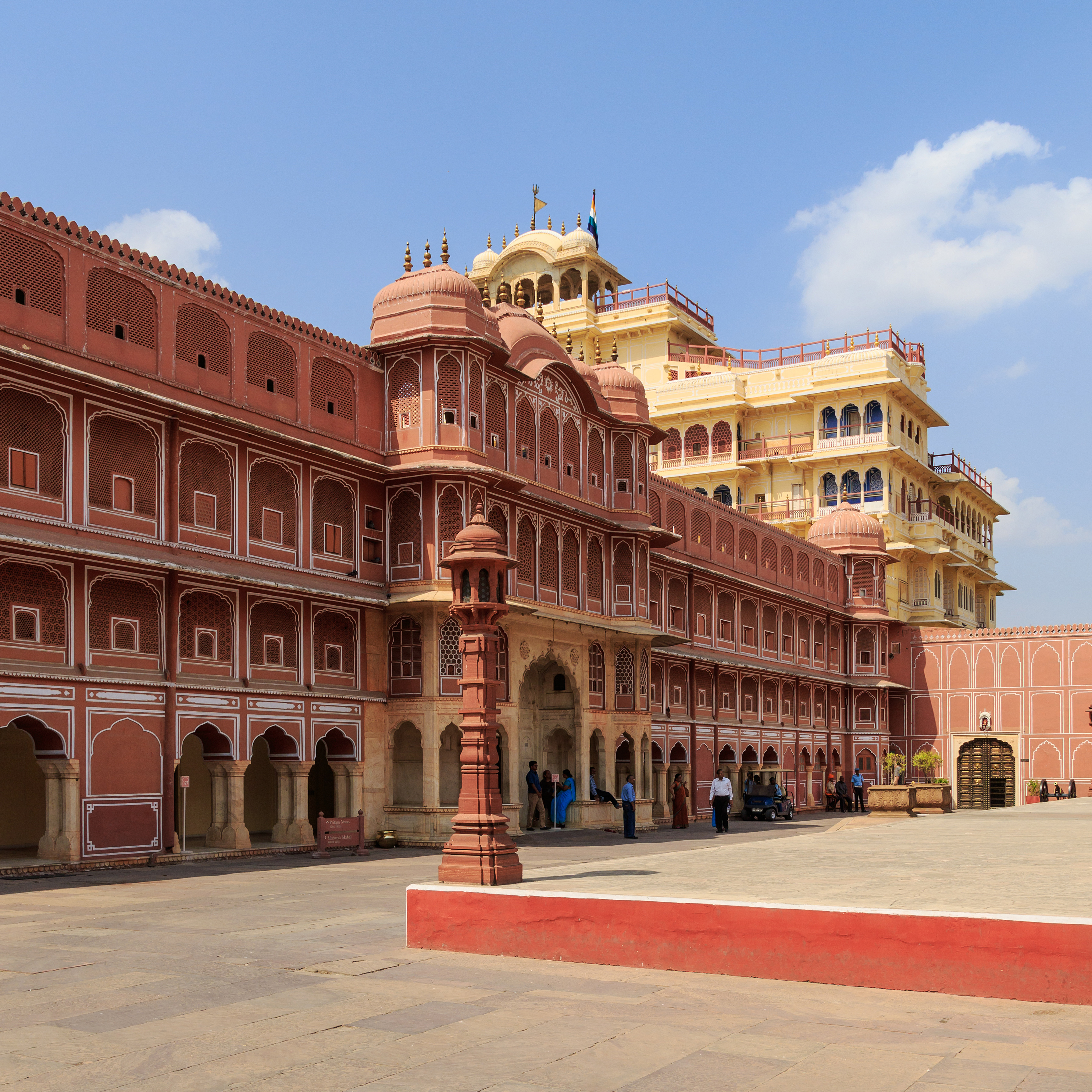
Stadtpalast des Maharajas

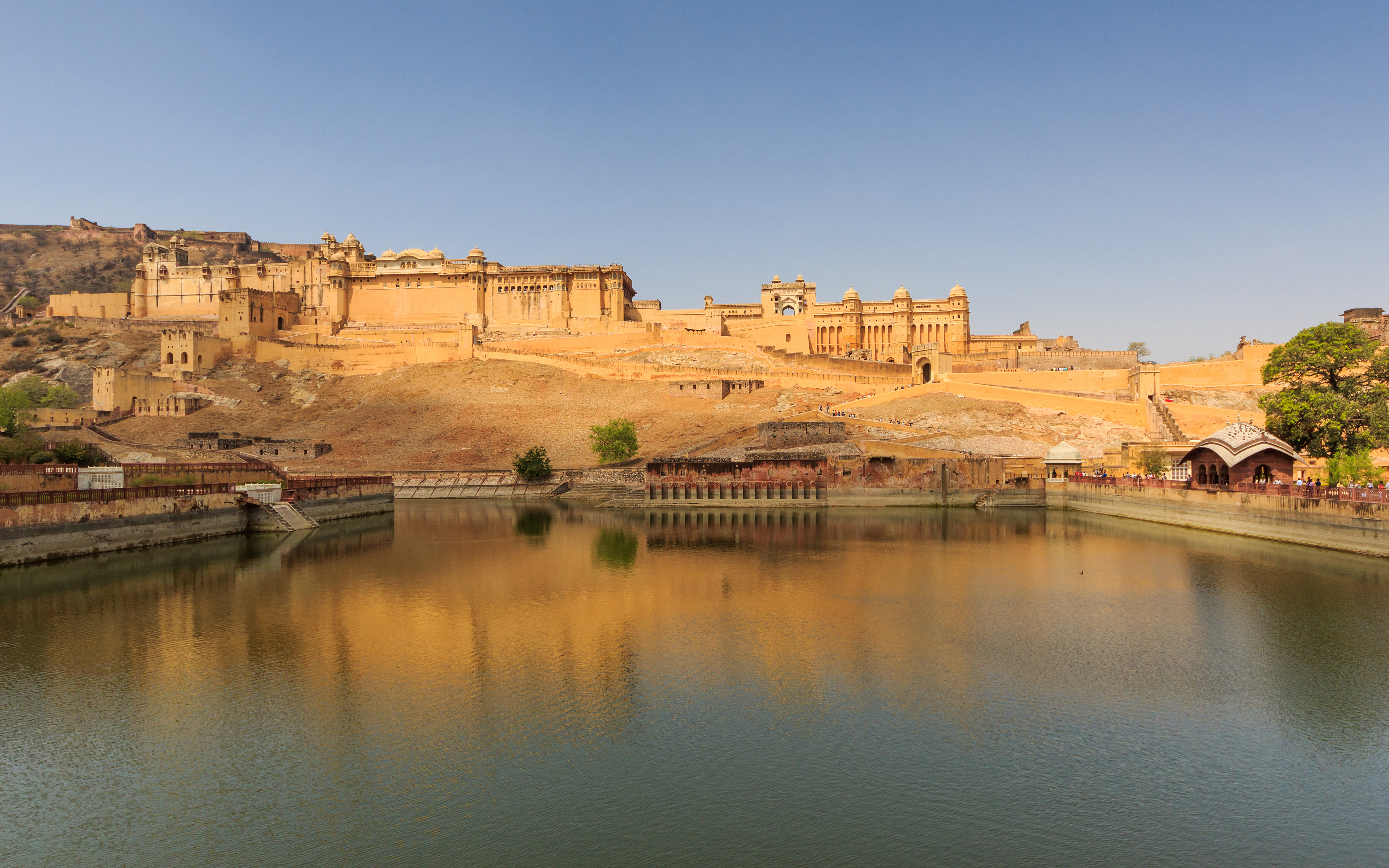
Amber

Postkarte der Jaipurpost (1946)

Jaipur war einer der Fürstenstaaten der Rajputen im heutigen Rajasthan und ist nach der 1727 gegründeten neuen Hauptstadt Jaipur benannt.

## Geschichte
Das Fürstentum wurde 1093 von der Rajputen-Dynastie der Kachwaha gegründet und hieß zunächst Dhundhar, vom 14. Jahrhundert bis 1727 nach der damaligen Hauptstadt Amber. Seit dem 16. Jahrhundert waren die Rajas Vasallen der Großmoguln von Delhi. Raja Bhagwan Das (1574–1589) war – obwohl ein Hindu – Oberbefehlshaber (Amir al-Umara) des Heeres des Großmoguls. Jai Singh II. (1688–1743) wurde zum Maharaja erhoben. Der Großmogul Aurangzeb (1618–1707) war vom scharfen Verstand Jai Singhs beeindruckt und verlieh ihm den Titel Sawai („ein ganzes und ein Viertel“), um dessen Größe zum Ausdruck zu bringen. Jai Singh wurde der Auszeichnung gerecht, indem er sich in Politik, Wissen und Kriegsführung hervortat, besonderes Interesse an der Astronomie zeigte und außerordentliche Leidenschaft für die Symmetrie bewies. Er fasste den Entschluss, seine Hauptstadt vom beengten Hügelland um Amber nach Süden zu verlegen. In weniger als acht Jahren wurde die Stadt erbaut. Auch die Pläne für den Stadtpalast und Jantar Mantar, das größte steinerne Observatorium der Welt, gehen auf ihn zurück. Nach 43 äußerst fruchtbaren Regierungsjahren Jai Singhs gab es unvermeidliche Auseinandersetzungen um seine Nachfolge, weil er mit 28 Ehefrauen und vier Konkubinen zahlreiche Kinder gezeugt hatte. Der Fürstenstaat versank im Chaos und verlor weite Teile seines Territoriums an die Staaten Maratha und Jat.
Auch Großbritannien nutzte das interne Rajputen-Gerangel zum eigenen Machtgewinn, um Allianzen zu schmieden und unliebsamen Konflikten vorzubeugen. Nach Ende des dritten Marathenkrieges wurde Jaipur am 25. April 1819 britisches Protektorat. Jaipurs Herrscher hielten im Gegensatz zu den Nachbarn in Delhi und Agra den Briten die Treue.
Jaipur hatte 1904 bis 1950 eine eigene Staatspost mit eigenen Briefmarken. Der Staat hatte 1941 eine Fläche von 40.177 km² und 3 Millionen Einwohner. Am 30. März 1949 trat Jaipur der Konföderation Rajasthan bei, am 7. April 1949 wurde der Anschluss an Indien vollzogen. Am 1. November 1956 wurde der Fürstenstaat aufgelöst.